# Haplochromis victoriae
Haplochromis victoriae är en fiskart som först beskrevs av Greenwood, 1956.  Haplochromis victoriae ingår i släktet Haplochromis och familjen Cichlidae. IUCN kategoriserar arten globalt som otillräckligt studerad. Inga underarter finns listade i Catalogue of Life.